# Comuna de Skawina
Skawina (polaco: Gmina Skawina) é uma gminy (comuna) na Polónia, na voivodia de Pequena Polónia e no condado de Krakowski. A sede do condado é a cidade de Skawina.
De acordo com os censos de 2004, a comuna tem 41 256 habitantes, com uma densidade 411,9 hab/km².

## Área
Estende-se por uma área de 100,15 km², incluindo:
- área agricola: 70%
- área florestal: 11%

## Demografia
Dados de 30 de Junho 2004:
|                      | Total   | Total | Mulheres | Mulheres | Homens  | Homens |
| -------------------- | ------- | ----- | -------- | -------- | ------- | ------ |
|                      | pessoas | %     | pessoas  | %        | pessoas | %      |
| População            | 41 256  | 100   | 21 263   | 51,5     | 19 993  | 48,5   |
| Densidade (pop./km²) | 411,9   | 100   | 212,3    | 212,3    | 199,6   | 199,6  |

De acordo com dados de 2002, o rendimento médio per capita ascendia a 1409,5 zł.

## Subdivisões
- Borek Szlachecki, Facimiech, Gołuchowice, Grabie, Jaśkowice, Jurczyce, Kopanka, Krzęcin, Ochodza, Polanka Hallera, Pozowice, Radziszów, Rzozów, Wielkie Drogi, Wola Radziszowska, Zelczyna.

## Comunas vizinhas
- Brzeźnica, Czernichów, Kalwaria Zebrzydowska, Kraków, Lanckorona, Liszki, Mogilany, Myślenice, Sułkowice